# Multiplexeur
Un multiplexeur (abréviation : MUX) est un circuit logique permettant de concentrer sur une même voie de transmission différents types de liaisons (informatique, télécopie, téléphonie, télétex) en sélectionnant une entrée parmi N. Il possédera donc une sortie et N entrées, ainsi qu'une entrée de commande de log2 N bits permettant de choisir quelle entrée sera sélectionnée.
Il sert d'accès aux réseaux de transmission de données numériques ou analogiques, cependant grâce à la convergence numérique la plupart des signaux peuvent être convertis sous forme numérique ce qui simplifie les transmissions (par exemple les lignes téléphoniques peuvent être utilisées non seulement pour transmettre la parole, mais aussi des données informatiques ou la télévision).

Schéma logique d'un multiplexeur.

## Table de vérité
L'entrée A ou B est propagée sur la sortie Z suivant la valeur de S0.
| S0 | Z |
| -- | - |
| 0  | A |
| 1  | B |

### Représentation schématique

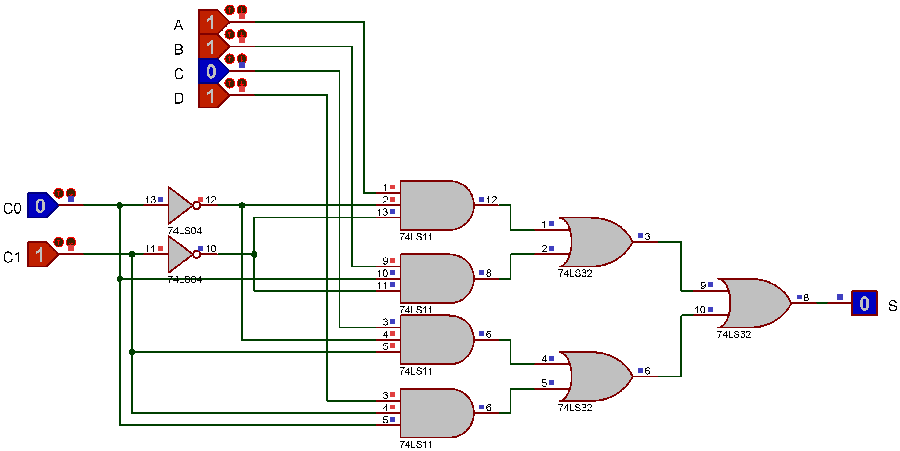
Schéma d'un multiplexeur 4 vers 1 basé sur des portes NON, ET, OU. Le code 01 sélectionne la troisième entrée (C). Le code 11 aurait sélectionné la dernière entrée (D).

Le schéma ci-joint montre comment 2 entrées peuvent être multiplexées pour passer dans le même canal. Un dispositif symétrique (un démultiplexeur) devra extraire chacun des canaux à réception.

## Fonctionnement
La valeur d'une des deux entrées E(i) sera propagée sur la sortie S suivant la valeur de « aut » (appelé autorisation) : si aut = 0, alors toutes les valeurs de la sortie valent 0 ; si aut = 1, alors on voit l'adresse (A) S = E(a). Exemple : si k = 2, on a deux adresses telles que A0 = 0 et A1 = 1 ; chaque E doit avoir 2 valeurs si aut = 1 alors en décimal A1A0=2 on prend E2.
Un MUX simple réalise la fonction logique :
S = aut.(A0'A1'E0+A0'A1E1+A0A1'E2+A0A1E3)
On trouvera donc des multiplexeurs « 2 vers 1 » (1 bit de sélection), « 4 vers 1 » (2 bits de sélection), « 8 vers 1 » (3 bits de sélection), etc. Certains multiplexeurs transmettent aussi bien les signaux numériques que les signaux analogiques.
Le circuit accomplissant la fonction inverse est appelé démultiplexeur ou encore décodeur.